# Lake Elsinore
Lake Elsinore ist eine Stadt im Riverside County im US-Bundesstaat Kalifornien. Das U.S. Census Bureau hat bei der Volkszählung 2020 eine Einwohnerzahl von 70.265 ermittelt. Lake Elsinore hat eine Fläche von 107,97 km². Innerhalb der Stadtgrenzen befindet sich der namensgebende Lake Elsinore.
Benannt nach der dänischen Stadt Helsingør, die durch William Shakespeares Tragödie Hamlet bekannt wurde, hat sich Lake Elsinore von einer kleinen Uferstadt zu einer Trabantenstadt entwickelt, etwa eine Autostunde von Los Angeles entfernt.

## Demografie
Das U.S. Census Bureau hat bei der Volkszählung 2010 eine Einwohnerzahl von 51.821 ermittelt.
Nach der Volkszählung 2010 betrug der Anteil der weißen Bevölkerung 31.067 (60 %), es gab 2.738 (5,3 %) Schwarze, 2.996 (5,8 %) waren Asiaten und 483 (0,9 %) Indianer. 25.073 (48,4 %) Menschen waren ohne Berücksichtigung ihrer Race hispanisch.
Nach der Volkszählung 2010 lebten 51.389 Menschen (99,2 % der Bevölkerung) in Privathaushalten. Es gab 14.788 Haushalte. 8.735 Haushalte (59,1 %) waren von verheirateten Ehepaaren bewohnt, 2.071 (14 %) Haushalte hatten ein weibliches Haushaltsmitglied ohne einen Mann, 1.155 (7,8 %) hatten ein männliches Haushaltsmitglied ohne eine Frau. Es gab 1.165 (7,9 %) verschiedengeschlechtliche nichteheliche Partnerschaften. 1.952 Haushalte waren Einpersonenhaushalte, 521 (3,5 %) waren Einpersonenhaushalte mit einer mehr als 65 Jahre alten Person. Die Durchschnittsgröße der Haushalte war 3,48.
16.990 (32,8 %) Menschen waren jünger als 18 Jahre alt, 5.261 (10,2 %) waren zwischen 18 und 24, 15.731 (30,4 %) waren zwischen 25 und 44, 10.874 (21 %) waren zwischen 45 und 64 und 2.965 (5,7 %) waren 65 oder älter.

## Geografie

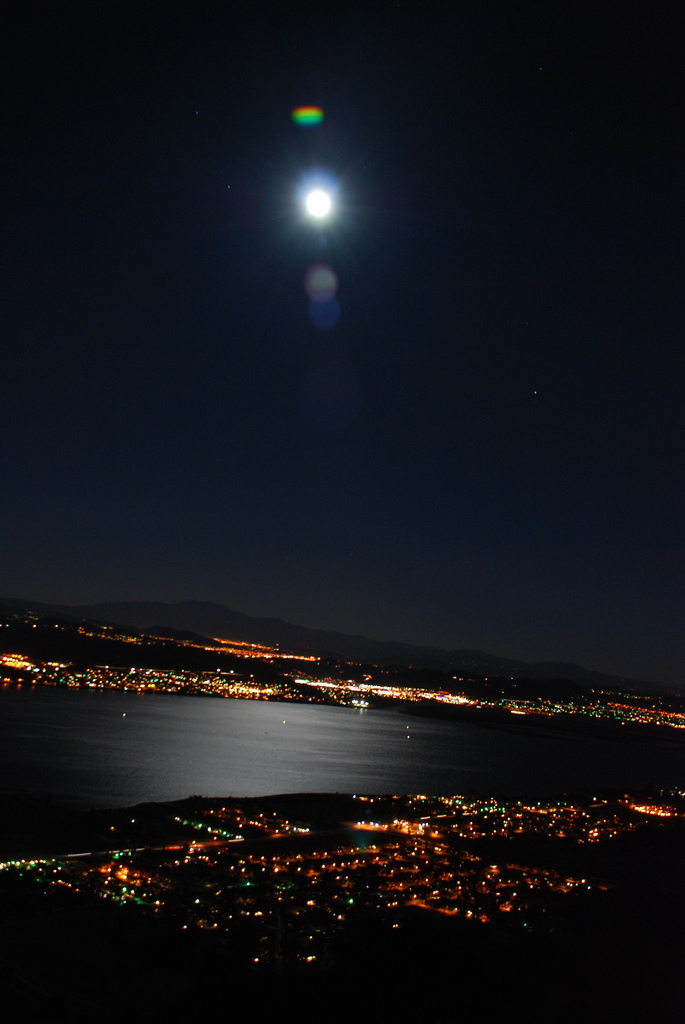
Blick von den Santa Ana Mountains auf Lake Elsinore

Lake Elsinore liegt im Westen des Riverside Countys in Kalifornien, USA. Im äußersten Osten grenzt die Stadt an Menifee, im Nordosten an Canyon Lake, im Südosten an Wildomar und im Süden an Lakeland Village. Im Norden und Westen ist Lake Elsinore von gemeindefreiem Land umgeben.
Der innerhalb der Stadtgrenzen befindliche gleichnamige See Lake Elsinore ist der größte natürliche Süßwassersee in Südkalifornien und liegt am tiefsten Punkt der Stadt. Ursprünglich hieß er Laguna Grande. In ihn mündet der kalifornische San Jacinto River; aus ihm heraus fließt der Temescal Creek.
Im Westen der Stadt erheben sich die Elsinore Mountains, die ein Teil der größeren Gebirgskette Santa Ana Mountains darstellen. Hier fällt an einigen Tagen im Jahr Schnee.
Quer durch die Stadt führt die Interstate 15 Highway.
Das Stadtgebiet erstreckt sich auf einer Fläche von 107,97 km², wovon 93,779 km² Land- und 14,19 km² Wasserfläche sind.

### Klima
In Lake Elsinore herrscht semiarides Klima mit heißen, fast regenlosen Sommern und kalten, feuchten Wintern. Am wärmsten wird es meist im Juli, die höchste je in Lake Elsinore gemessene Temperatur beträgt 48  °C und stammt aus dem Jahr 1960. Am kältesten ist durchschnittlich der Dezember. Die kälteste Temperatur konnte 1974 gemessen werden und betrug −12  °C. Am meisten Regen fällt normalerweise im Februar.
|                        | Jan  | Feb  | Mär  | Apr  | Mai  | Jun  | Jul  | Aug  | Sep  | Okt  | Nov  | Dez  |   |       |
| Mittl. Temperatur (°C) | 11,7 | 11,8 | 14,0 | 16,0 | 19,4 | 22,6 | 26,5 | 26,6 | 24,2 | 19,3 | 15,2 | 10,8 | ⌀ | 18,2  |
| Mittl. Tagesmax. (°C)  | 20,1 | 19,8 | 22,6 | 25,0 | 28,9 | 32,9 | 37,2 | 37,4 | 35,0 | 28,6 | 24,5 | 18,9 | ⌀ | 27,6  |
| Mittl. Tagesmin. (°C)  | 4,6  | 5,0  | 6,9  | 8,7  | 12,0 | 14,5 | 18,2 | 17,8 | 15,6 | 11,7 | 7,7  | 4,4  | ⌀ | 10,6  |
|                        |      |      |      |      |      |      |      |      |      |      |      |      |   |       |
| Niederschlag (mm)      | 51,8 | 80,5 | 27,0 | 20,1 | 9,9  | 0,0  | 2,1  | 2,4  | 5,0  | 12,9 | 22,1 | 85,9 | Σ | 319,7 |

| 4,6 |

| 5,0 |

| 6,9 |

| 8,7 |

| 12,0 |

| 14,5 |

| 18,2 |

| 17,8 |

| 15,6 |

| 11,7 |

| 7,7 |

| 4,4 |

| 4,6 |

| 5,0 |

| 6,9 |

| 8,7 |

| 12,0 |

| 14,5 |

| 18,2 |

| 17,8 |

| 15,6 |

| 11,7 |

| 7,7 |

| 4,4 |

## Geschichte
Indianer haben lange im Umland vom heutigen Lake Elsinore gelebt; die ältesten Spuren führen zum Stamm der Luiseño zurück, deren Piktogramme an Felsen in den Santa Ana Mountains und im Temescal Valley erhalten sind. Weitere Artefakte konnten um Lake Elsinore herum gefunden werden.
Der gleichnamige See Lake Elsinore, an dem sich heute die Stadt befindet, wurde von Juan Bautista de Anzas Expedition in Kalifornien übersehen, somit war das Team um den Franziskanerpater Juan Santiago im Jahr 1797 das erste europäische, das den Lake Elsinore sah. Im frühen 19. Jahrhundert wurde das Gebiet am See von mexikanischen Bauern, amerikanischen Trappern, der Expedition von John C. Frémont und Immigranten, angelockt vom kalifornischen Goldrausch, genutzt, um zu lagern und ihre Tiere zu tränken.
Am 7. Januar 1844 erwarb Julian Manriquez die Rancho La Laguna, ein 81 km² großes Gebiet, das auch den Lake Elsinore und ein Lehmziegelhaus am Südende des Sees umfasste. 1851 kaufte Abel Stearns ihm das Land ab und verkaufte es 1858 seinerseits an Augustin Machado. Dieser baute eine Lehmziegelranch am Südwestende des Sees. Wenig später wurde die Rancho La Laguna zu einer Station der Butterfield Overland Mail, die Manriquez' Gebäude als Haltestelle nutzte. Von 1898 bis 1902 wurde es als Postamt für die kleine Gemeinde Willard genutzt, die heute eine Geisterstadt ist. Das Gebäude selbst wurde 1964 abgerissen.

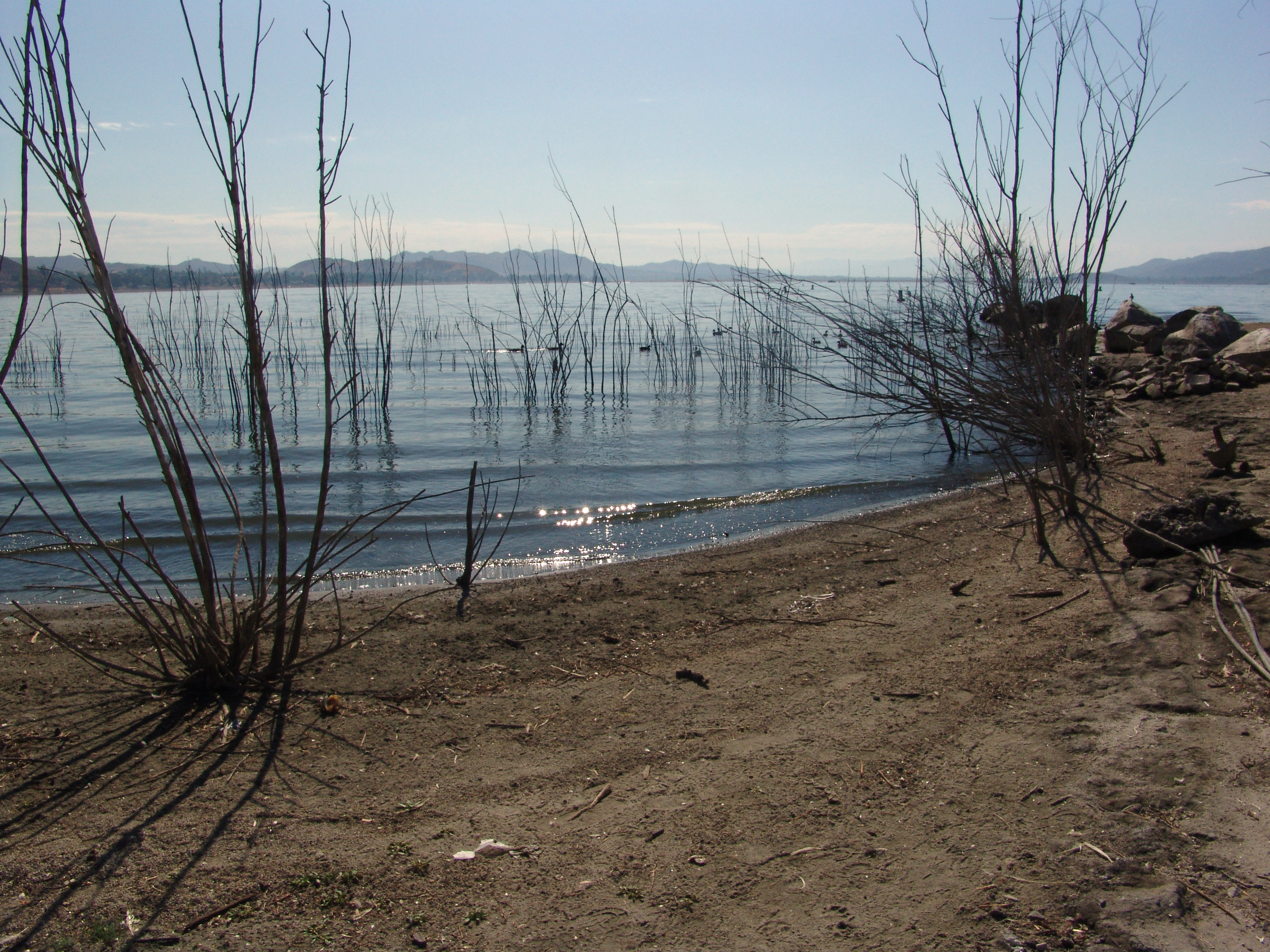
Ufer des Lake Elsinores heute

Nach der Großen Flut von 1862 war der Wasserpegel des Lake Elsinores sehr hoch und die United States Army ließ ihre Pferde hier trinken und grasen. Von 1862 bis 1865 folgte hingegen eine schwere Dürreperiode, in deren Folge das meiste Vieh in Südkalifornien starb und die Wasserpegel sanken. Dies setzte sich in den Jahren 1866 und 1867 fort, als praktisch kein Regen fiel. 1872 war die Wassermenge im See wieder auf Normalniveau. Im Gegensatz zu vielen anderen Landeigentümern konnte die Familie Machado ihre Rancho La Laguna über die Dürreperiode hinweg bis 1873 halten, ehe der Großteil an den Engländer Charles A. Sumner verkauft wurde. Einzig ein 2 km² großes Gebiet um ihre Lehmziegelranch herum blieb im Besitz der Familie.
Nach 1872 verlor der Lake Elsinore durch Hitze erneut viel Wasser, im Winter 1883/1884 genügten jedoch nur drei Wochen, um den See während einer starken Regenphase erneut zum Überfluten zu bringen. Laut damaligen Berichten sollen Weidenbäume, die zuvor am Ufer des zurückgegangenen Sees standen, nach den Regenfällen sechs Meter oder mehr unter dem Wasserspiegel gestanden haben.
Am 5. Oktober 1883 erwarben Franklin H. Heald und seine Partner Donald Graham und William Collier die übrige Rancho La Laguna, um auf diesem Gebiet eine Siedlung zu gründen. 1884 baute die California Southern Railroad eine Strecke von Colton nach San Diego, wobei ein Bahnhof mit Namen La Laguna im heutigen Lake Elsinore gebaut wurde. Am 9. April 1888 wurde Lake Elsinore die 73. Stadt in Kalifornien. Mit Gründung des Riverside Countys im Jahr 1893 wurde Lake Elsinore aus dem San Diego County ausgegliedert. Der Name stammt von der dänischen Stadt Helsingør, die in William Shakespeares Tragödie Hamlet auftaucht.
Nachdem 1893 Regenfälle erneut zu hohen Pegelständen am Lake Elsinore führten, erwarb die Temescal Water Company Rechte am Wasser des Sees, um damit Land in Corona zu bewässern. Der Auslasskanal Temescal Creek wurde hierzu vertieft, damit Wasser durch den Temescal Canyon nach Corona fließen konnte. Als das Wasser im See wieder zurückging, wurde zudem ein Pumpwerk gebaut, doch Verdunstung und das Ausbleiben von Regen ließen den Salzgehalt des Wassers so beträchtlich steigen, dass es zur Bewässerung nicht mehr genutzt werden konnte und das Projekt daher beendet wurde.

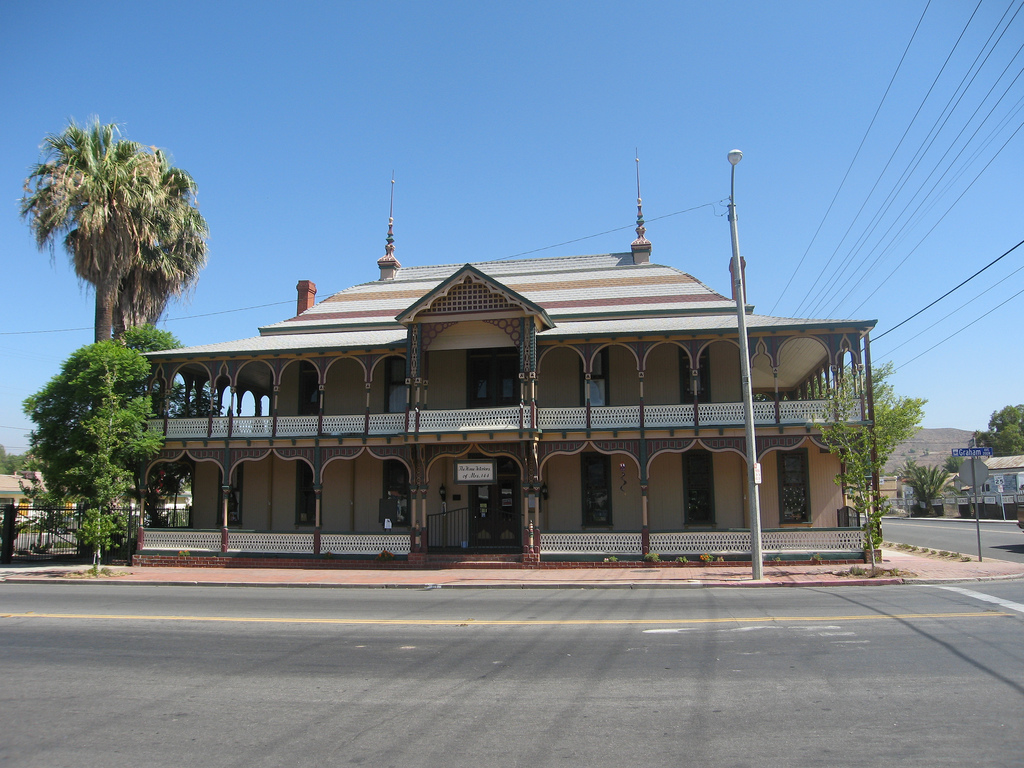
Altes Badehaus The Chimes

Mineralquellen unweit des Sees zogen schnell Besucher an, sodass 1887 ein Badehaus errichtet wurde. Dieses ist heute als The Chimes bekannt. Es steht in der Altstadt und ist im NRHP gelistet. Ab 1888 kamen durch den Kohle-, Ton- und Goldbergbau sowie Viehhaltung und Anbau und Früchten und Nüssen neue Wirtschaftszweige nach Lake Elsinore. Nach 1893 sank der Wasserspiegel des Sees abgesehen von leichten Erholungen in den Wintern kontinuierlich; ab 1903 führten starke Regenfälle wieder zu einem Anstieg des Wassers, der mit Überflutungen im Januar 1916 endete.
In der ersten Hälfte des 20. Jahrhunderts wurde Lake Elsinore zu einem beliebten Erholungsort für Prominente aus Hollywood. Viele von ihren Häusern stehen bis heute auf Hügeln um den See herum, darunter auch das bekannte Aimee's Castle von Aimee Semple McPherson. Ein weiterer Hausbesitzer war Bela Lugosi, bekannt durch den Film Dracula von 1931. Außerdem trainierten Teams für die Olympischen Spiele in der Stadt. In den mittleren 1930er Jahren trocknete der Lake Elsinore ganz aus, füllte sich aber schon 1938 wieder mit Wasser.
Im Zweiten Weltkrieg wurden Wasserflugzeuge auf dem See getestet und in einer Anlage der Douglas Aircraft Company in der Stadt Flügel für den Bomber Boeing B-17 produziert.
Während des Großteils der 1950er Jahre bis zu den frühen 1960er Jahren lag der Lake Elsinore erneut trocken. Tom Yarborough wurde trotz nur kleiner afroamerikanischer Bevölkerung in der Stadt 1966 zum Bürgermeister von Lake Elsinore gewählt. Er war damit der erste farbige Bürgermeister in ganz Kalifornien. 1980 wurde Lake Elsinore abermals von Hochwasser heimgesucht, das umliegende Wohnhäuser und Fabriken zerstörte. Seitdem sind mehrere Millionen Dollar für ein Projekt ausgegeben worden, das den Seepegel konstant halten soll und das Bauen direkt am Ufer ermöglicht. Sollte zu viel Wasser vorhanden sein, kann dieses über den Alberhill Creek abgelassen werden. 2007 wurde ein Belüftungssystem mit dem Ziel angelegt, das bestehende Ökosystem zu schützen.
Starkes Bevölkerungswachstum Mitte der 2000er Jahre veränderte den Ortscharakter von einer kleinen Uferstadt mit 3800 Einwohnern im Jahr 1976 zu einer Trabantenstadt für die gehobene Mittelschicht. Zwischen 2000 und 2008 war Lake Elsinore die am zwölftschnellsten wachsende Stadt in Kalifornien. 2010 hatte sie bereits 51.821 Einwohner, infolgedessen mussten ehemals offene Hügellandschaften neuen Wohngebieten weichen.

## Stadtgliederung
Lake Elsinore umfasst ein relativ großes Stadtgebiet. Um die verschiedenen Teile des Ortes zu differenzieren, ist die Stadt in 11 Bezirke aufgeteilt. Jeder der einzelnen Bezirke hat seine eigene Geografie, Geschichte und Kultur, wodurch die Stadt insgesamt äußerst vielfältig ist.

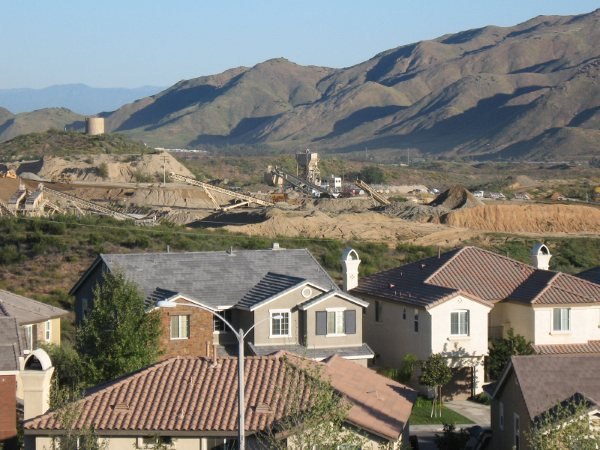
Häusersiedlung und Bergbau im Bezirk Alberhill

- Der Stadtteil Alberhill zeichnet sich durch hügeliges und unbebautes Land aus. Mit Alberhill Ranch entsteht hier ein neues Wohngebiet. Alberhill hat eine lange Geschichte als Bergbaustandort, die um 1880 begann. Teile einer alten Eisenbahnstrecke führen noch heute durch den Bezirk.
- In Ballpark befindet sich das 1994 eröffnete Baseballstadion Lake Elsinore Diamond. Früher war Ballpark Standort des ersten Eisenbahndepots der Stadt.
- Business ist ein vergleichsweise neuer Stadtteil und wird hauptsächlich industriell und kommerziell genutzt. Das Ortsbild ist geprägt durch große Einkaufsmärkte, besonders das 34.281 m²[2] große Einkaufszentrum Lake Elsinore Outlets, den Temescal Creek und Sumpfgebiete.
- Country Club Heights fällt besonders durch steile Berghänge auf und bietet Blicke auf den Lake Elsinore und die restliche Stadt. 1912 begann die Geschichte des Bezirks damit, dass in Los Angeles 8 × 30 m große Felder an alle Interessenten verkauft wurden. Die Kosten hierfür betrugen nur zehn Dollar und fünf Jahre lang je einen Dollar im Monat. 1923 wurden weitere Gebiete verkauft, 1926 baute Henry Schultz das 836 m² große Bredlau Castle. Die Evangelikale Aimee Semple McPherson ließ sich im Oktober 1928 ein luxuriöses Haus in Country Club Heights bauen, das heute unter dem Namen Aimee's Castle bekannt ist.
- Der Bezirk East Lake besteht aus flachem Land, das früher von Indianern genutzt wurde. In der Vergangenheit wurden hier verschiedene Aktivitäten angeboten, unter anderem Motocross, Fallschirmspringen, Segelfliegen und Drachenfliegen. Wegen seiner Lage in einem ehemaligen Auengebiet ist der Stadtteil oft von Hochwasser betroffen; besonders schwere Überschwemmungen suchten East Lake in den Jahren 1884 und 1916 heim. 1969 fielen innerhalb von 11 Tagen 18 cm Regen. Mittlerweile konnte das Überschwemmungsrisiko durch mehrere Projekte gemindert werden.
- Der Historic District ist seit Lake Elsinores Gründung 1888 das Zentrum der Stadt. Heute sind mehrere Gebäude im Stadtteil geschützt. Die hier gelegenen Siedlungen sind die ältesten der Stadt. Mit seiner Main Street stellt der Historic District die Downtown Lake Elsinores dar.
- Mit dem See als zentralem Punkt hat der Bezirk Lake Edge District für alle Bewohner der Stadt eine Schlüsselrolle gespielt und wird heute speziell zu Erholungs- und Unterhaltungszwecken genutzt. Viele Entwicklungen vom Ende des 19. bis zum Beginn des 20. Jahrhunderts gingen mit der günstigen Lage am Lake Elsinore einher. Der Lake Edge District umfasst sowohl alte Häuser als auch neu eröffnete Freizeiteinrichtungen.
- Lake Elsinore Hills zeichnet sich vor allem durch sein großes und variantenreiches Gebiet aus, zu dem weite Ebenen, Hügel mit teils steilen Hängen, empfindliche Lebensräume und verschiedene Wasserläufe gehören. Die Höhen liegen zwischen knapp 400 und 660 m. Von einigen Punkten aus bieten sich Blicke auf Lake Elsinore und die Santa Ana Mountains. Auch wenn es mehrere Wohnsiedlungen gibt, sind Bereiche der Stadt nur schwer zugänglich und daher unbewohnt.

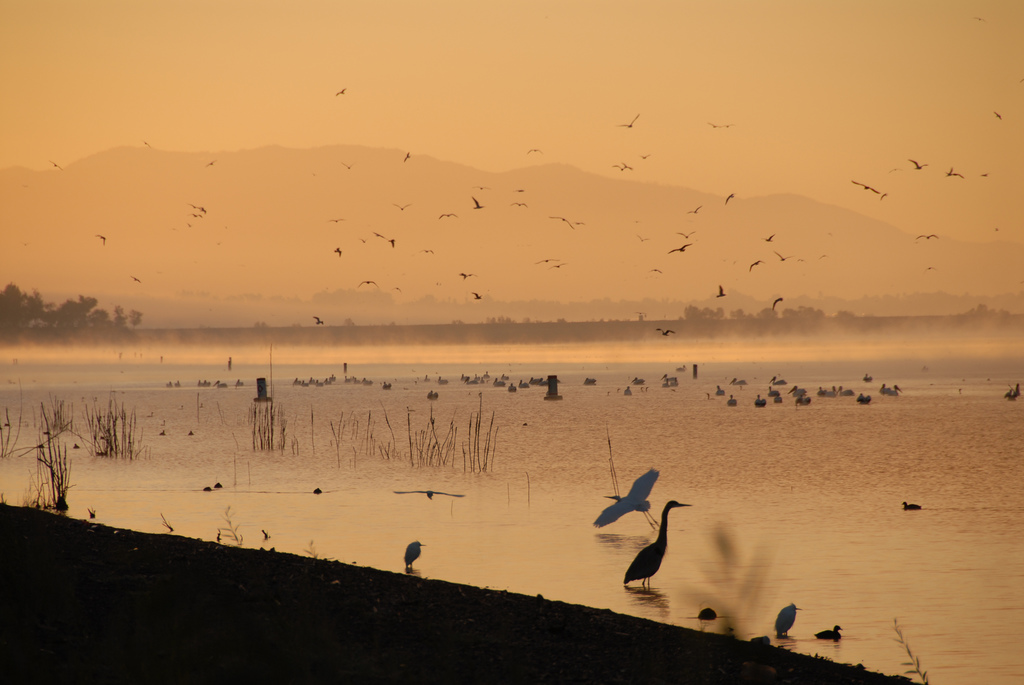
Vögel am Lake Elsinore

- Lake View umfasst höher gelegene, hügelige Gebiete mit einigen Canyons. Durch die Atchison, Topeka and Santa Fe Railroad und Minenbetriebe wurden Ende des 19. Jahrhunderts sowohl neue Anwohner als auch Touristen auf den Stadtteil aufmerksam. Die niedrig gelegenen Teile des Bezirks haben sich erst in letzter Zeit zu einer Wohngegend mit vielen Einfamilienhäusern entwickelt. Einige Siedlungen befinden sich dort, wo früher Orangenplantagen angepflanzt waren.
- North Peak liegt am Fuße der San Jacinto Mountains und bildet drei verschiedene Verhältnisse ab: Während die südlichen Teile an der California State Route 74 eher hügelig sind, liegt der zentrale Teil in einem Tal, der nördliche ist nahezu flach. Auch wenn der Großteil des Stadtteils unberührt blieb, wurden an manchen Stellen Bergbau und Viehzucht betrieben. Da jedoch der Bau neuer Wohngebiete in North Peak geplant ist, könnte sich der Charakter des Stadtteils demnächst ändern.
- Der Bezirk Riverview kombiniert steile Abhänge mit flachen Landschaften, die durch den San Jacinto River geprägt sind. Er fließt vom Canyon Lake in der gleichnamigen Stadt bis hierhin und mündet in den Lake Elsinore.

## Politik
Lake Elsinore ist Teil des 37. Distrikts im Senat von Kalifornien und dem 66. Distrikt der California State Assembly. Des Weiteren gehört Lake Elsinore Kaliforniens 42. Kongresswahlbezirk an, der einen Cook Partisan Voting Index von R+10 hat.

## Sport

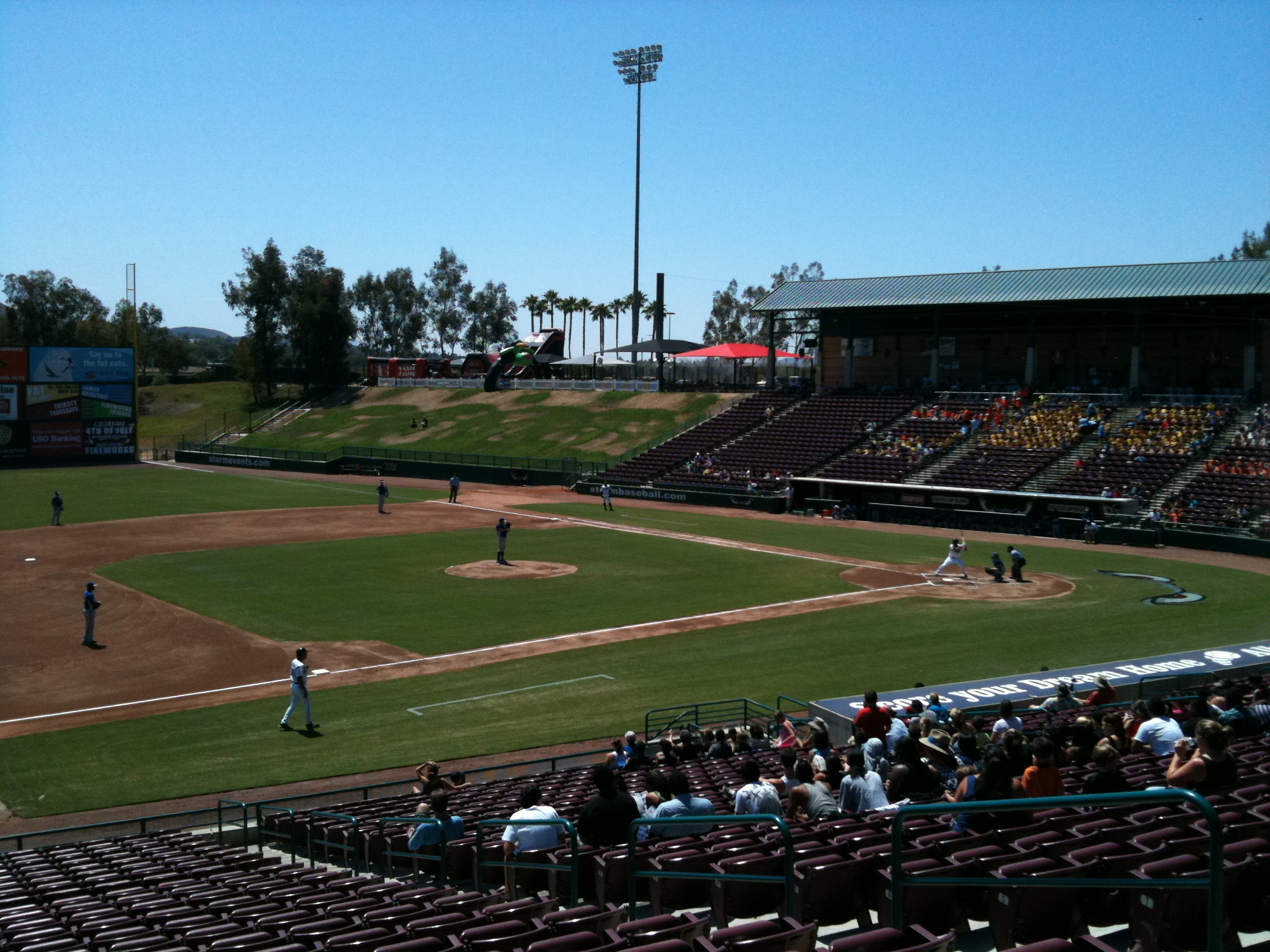
Lake Elsinore Diamond

In Lake Elsinore befindet sich das Baseballstadion Lake Elsinore Diamond, in dem Lake Elsinore Storm seine Heimspiele austrägt. Der Verein spielt in der California League und gehört zu den San Diego Padres.
Der Lake Elsinore Grand Prix ist ein Dirt-Bike-Rennen, das jährlich Mitte November in Lake Elsinore stattfindet. Auf dem Höhepunkt seiner Popularität war es in den späten 1960er und frühen 1970er Jahren, als prominente Sportler wie Malcolm Smith und Steve McQueen teilnahmen. Das Rennen ist für jeden offen. Der Dokumentarfilm Teufelskerle auf heißen Feuerstühlen enthielt Szenen vom Lake Elsinore Grand Prix. Mitte der 1970er Jahre nahmen keine der großen Fahrer mehr teil, sondern stattdessen gewaltbereite Gruppen, weshalb das Rennen nicht mehr ausgetragen wurde. 1996 fand erstmals wieder ein Grand Prix statt.
Lake Elsinore ist ein wichtiger Zwischenstopp für Motorradfahrer, die auf der California State Route 74 von San Juan Capistrano gen Osten fahren.